# قانون تونس
القانون التونسي هو القانون المطبق في تونس منذ استقلالها عن فرنسا، في 20 مارس 1956.